# Scania serii R
Scania serii R - ciężki samochód ciężarowy produkowany przez szwedzkiego producenta aut ciężarowych Scania od 2004 roku.

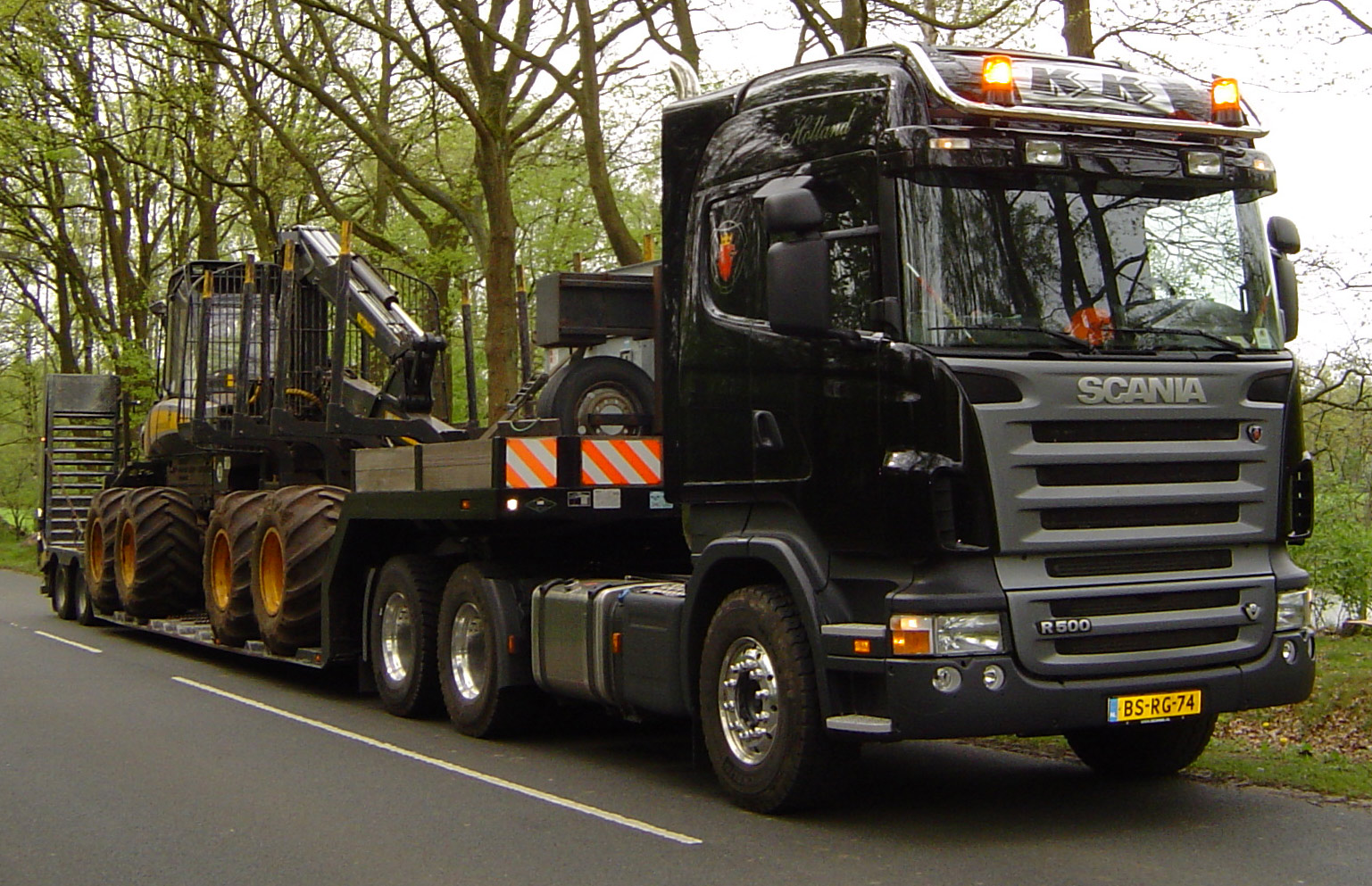
Scania R500

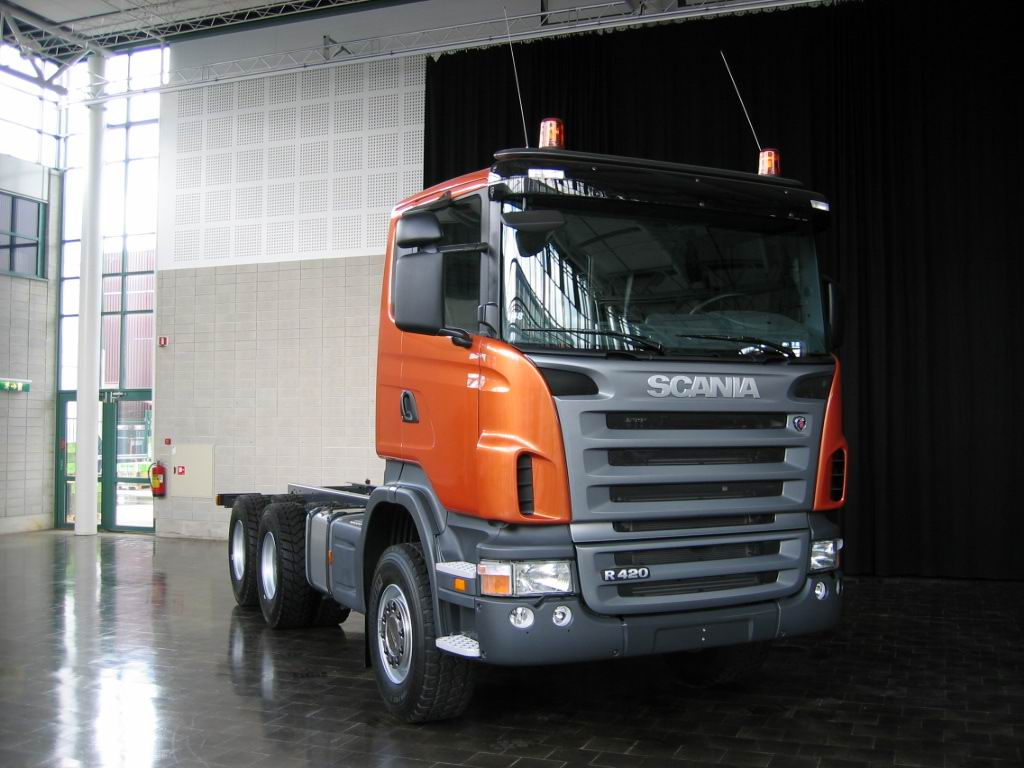
Scania R420

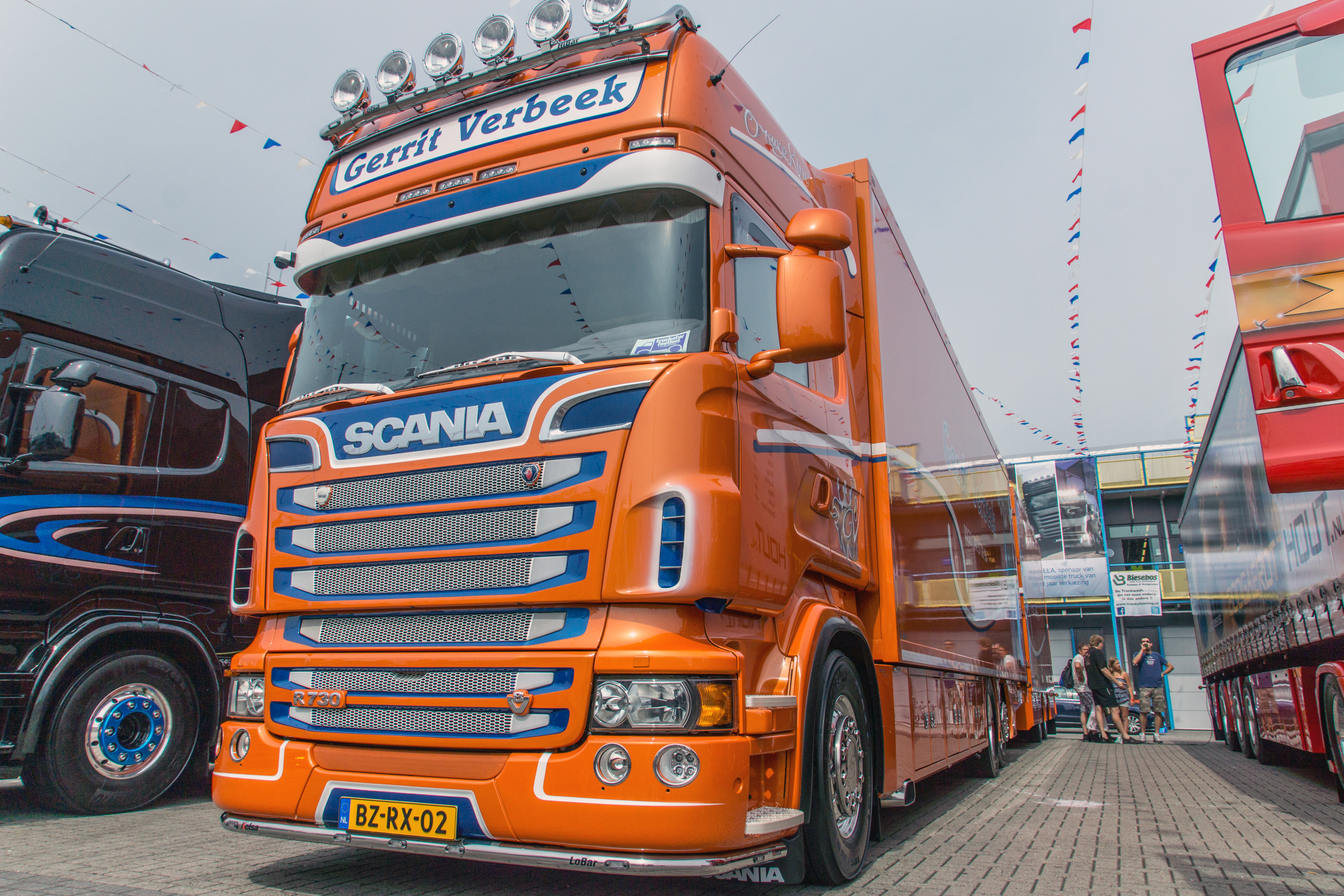
Scania R730

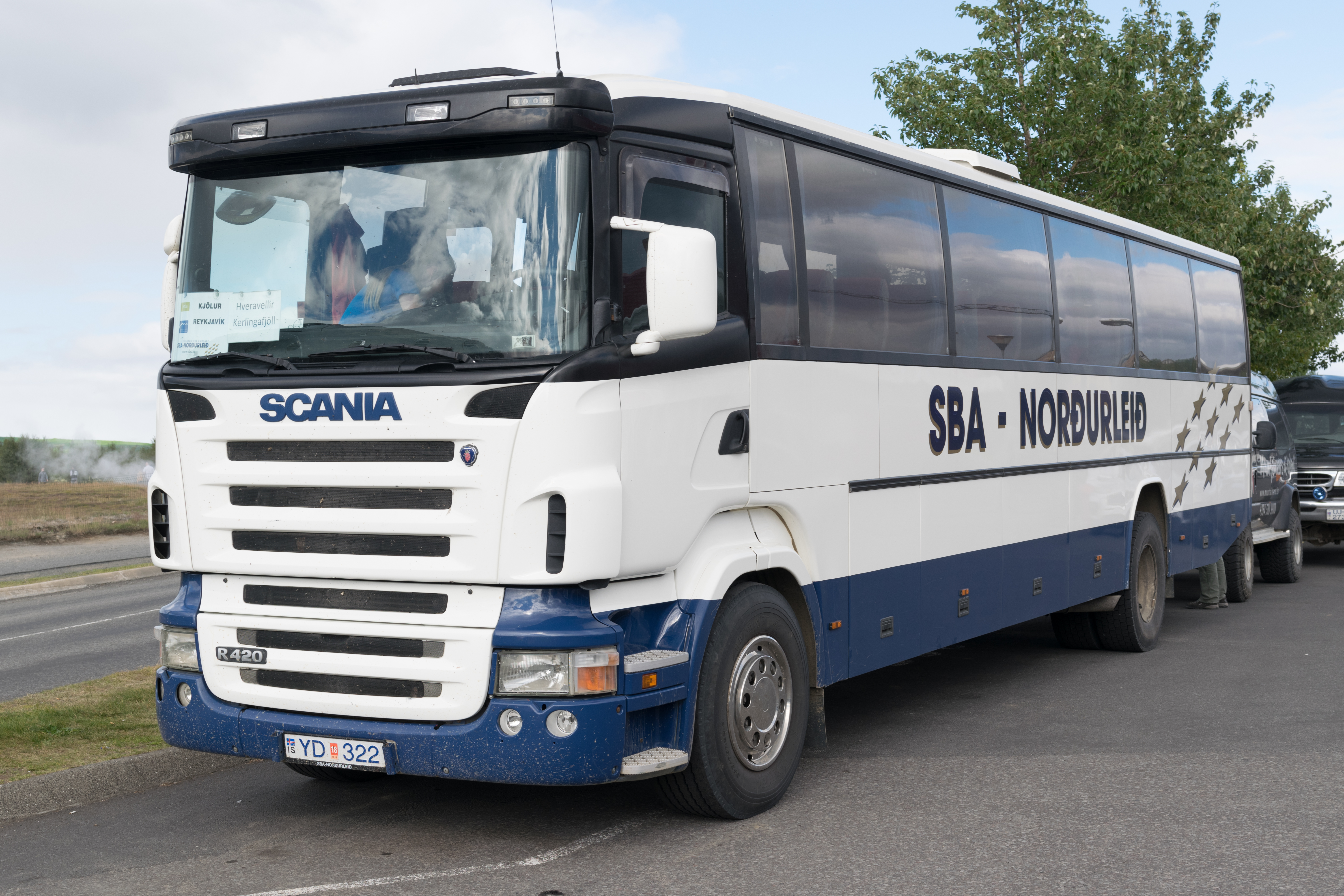
Scania R420 jako autobus na Islandii

W 2005, 2010 i 2017 roku Scania serii R otrzymała tytuł Międzynarodowego Samochodu Ciężarowego Roku (International Truck of the Year). W 2009, 2013 roku ciężarówka przeszła modernizację. W 2013 roku model R zastąpił nowszy model R Streamline.

## Warianty
- niska, dzienna CR16
- niska, sypialna CR19L
- niska, sypialna CR19N
- wysoka, sypialna CR19H (Highline)
- wysoka, sypialna CR19T (Topline)

Wszystkie pojazdy były produkowane jako ciągniki siodłowe lub podwozie w różnych wariantach napędu:
- 4x2
- 6x2
- 6x4
- 6x6
- 8x4
- 8x6
- 8x8
- 10x2
- 10x4
- 14x4

## Silniki
Pojazdy wyposażone były w jednostki napędowe o pojemnościach 9-, 12- i 16 litrowe oraz mocach od 230 do 730 KM. W 2007 roku wprowadzono silniki serii XPi o mocach 360, 400, 440 i 480 KM spełniające normę emisji spalin Euro 5. W połowie kwietnia 2010 roku wprowadzono wersję z silnikiem V8 o mocy 730 KM z wtryskiem paliwa XPi o pojemności 16 l.
Na bazie silnika zasilanego wysokim ciśnieniem XPI Scania zgodnie z dyrektywą UE o ochronie środowiska wprowadziła silnik o normie emisji spalin Euro 6. Silnik zmodernizowano o filtr DPF (filtr cząstek stałych), układ SCR oraz nowe oprogramowanie jednostki ECU. 

## Wnętrze pojazdu
Przestrzenne wnętrze kabiny kierowcy jest ergonomiczne i przyjazne dla użytkownika. W pełni regulowana kierownica pozwala każdemu zająć właściwą pozycję. Regulowane podgrzewane fotele wyposażone są w pełną pneumatyką. Pod dolnym łóżkiem znajduje się obszerny schowek lub za dopłatą lodówka.